# Abel Moralejo
Abel Rolando Moralejo  (nacido el 2 de noviembre de 1955 en Lincoln) es un jugador de fútbol y actual director técnico en actividad en el fútbol argentino.
Moralejo trabajo como director técnico en Guatemala con Deportivo Heredia, en El Salvador con Once Municipal, en Bolivia con Club Blooming, en Paraguay con Sportivo Luqueño, equipos ecuatorianos como Deportivo Saquisilí, LDU Portoviejo y Macará, además de clubes de todas las divisiones de Argentina.